# Lycée Franklin-Roosevelt
Le lycée Franklin-Roosevelt est un établissement public d'enseignement secondaire situé à Reims. Il est considéré comme « une institution à plus d'un titre, par sa capacité d'accueil supérieure à 2 000 élèves en effet il y a environ 2100 élèves, par ses formations scientifiques et techniques, dont 14 classes préparatoires, et par son histoire. »,. C'est là qu'est signée la capitulation de l'armée allemande le 7 mai 1945, un événement commémoré par le musée de la Reddition installé dans une partie de ses locaux.

## Un lieu d'histoire[3]
Depuis 1927, le « Collège moderne et technique» se pose en établissement scolaire spécialisé dans les sciences et les technologies, il se trouve au 10 de la rue du Président-Franklin-Roosevelt.
L'établissement est construit par l'architecte Hippolyte Portevin derrière la gare de Reims, en tant qu'École pratique du commerce et de l'industrie. Son architecture est singulière : l'établissement « regroupe ses bâtiments au carré sur une vaste cour centrale, digne d'un Champ de Mars : une véritable place forte aux murailles de brique et aux accès contrôlés. »
Réquisitionné par les forces alliées en août 1944, l'établissement se prête par sa localisation et sa configuration à héberger le SHAEF : QG du général Eisenhower.

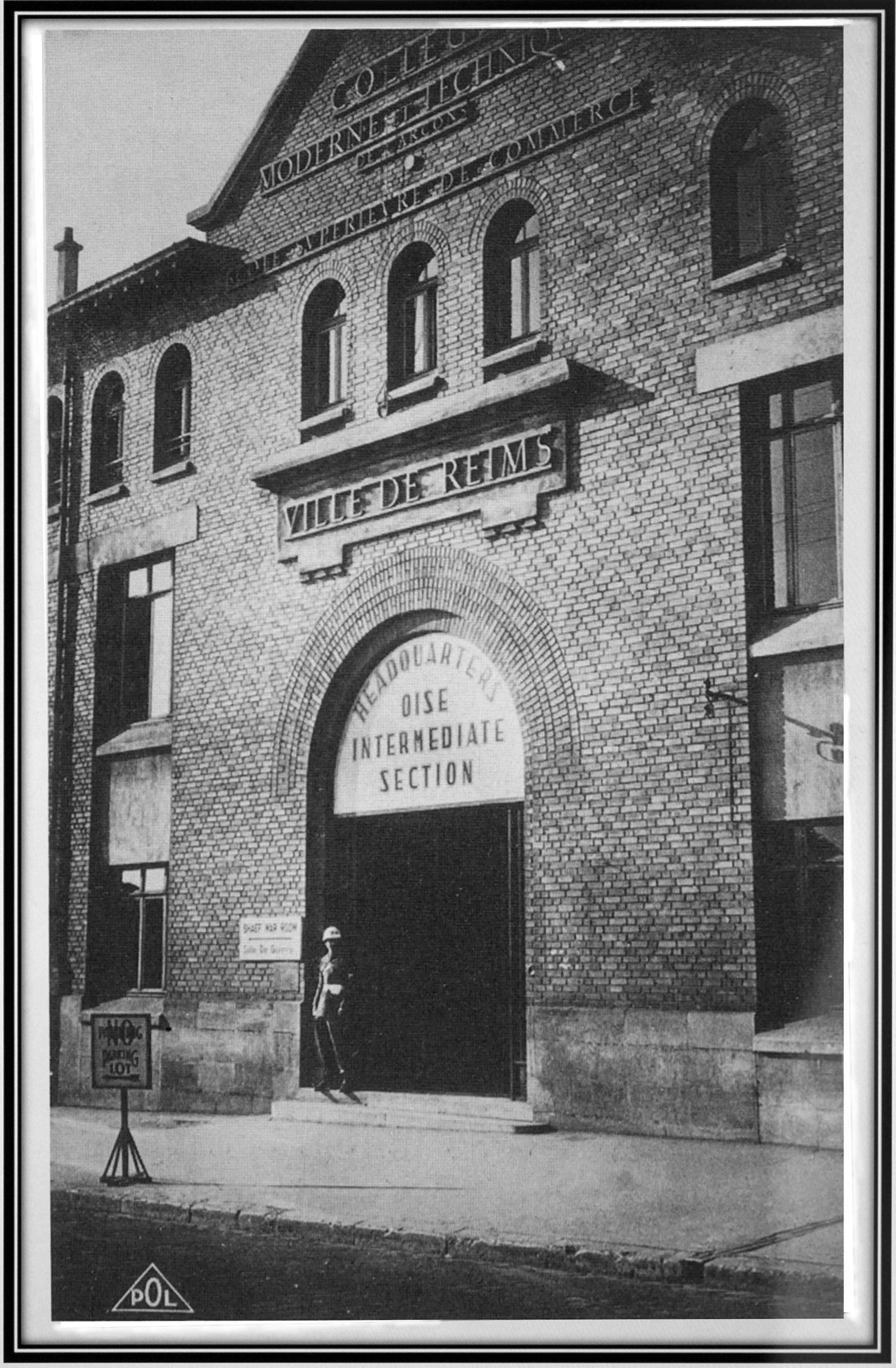
L'entrée principale en 1945 utilisée par lOise intermediate section, en haut l'inscription Collège moderne et technique est encore visible.

Le lundi 7 mai 1945, à 2 h 41 du matin est signée la capitulation de l'armée allemande dans une salle du collège. L'établissement Jolicœur est par la suite rebaptisé « lycée Franklin-Roosevelt » en mémoire du président des États-Unis Franklin Delano Roosevelt mort le 12 avril précédant la signature. Cette section a depuis été transformée en « musée de la Reddition », dont la visite propose entre autres l'entrée dans la salle où s'est déroulée la signature, reconstituée dans l'état où elle était en 1945.
En 2007 et 2008, le lycée fait l'objet d'une vaste campagne de travaux, d'un montant de 29 millions d'euros, avec la construction d'une médiathèque, d'un amphithéâtre de 250 places et d'un préau surmonté de laboratoires scientifiques pour les classes préparatoires.
Le 19 novembre 2009, le Premier ministre François Fillon, accompagné par Luc Chatel et Valérie Pécresse, respectivement ministres de l'Éducation nationale et de l'Enseignement supérieur, se rendent au lycée afin de promouvoir un projet sur l'égalité des chances,,.
En avril 2025, le réalisateur allemand Wim Wenders tourne un court-métrage à l'occasion des 80 ans de la capitulation nazie, sorti le 5 mai suivant,,.

## Études

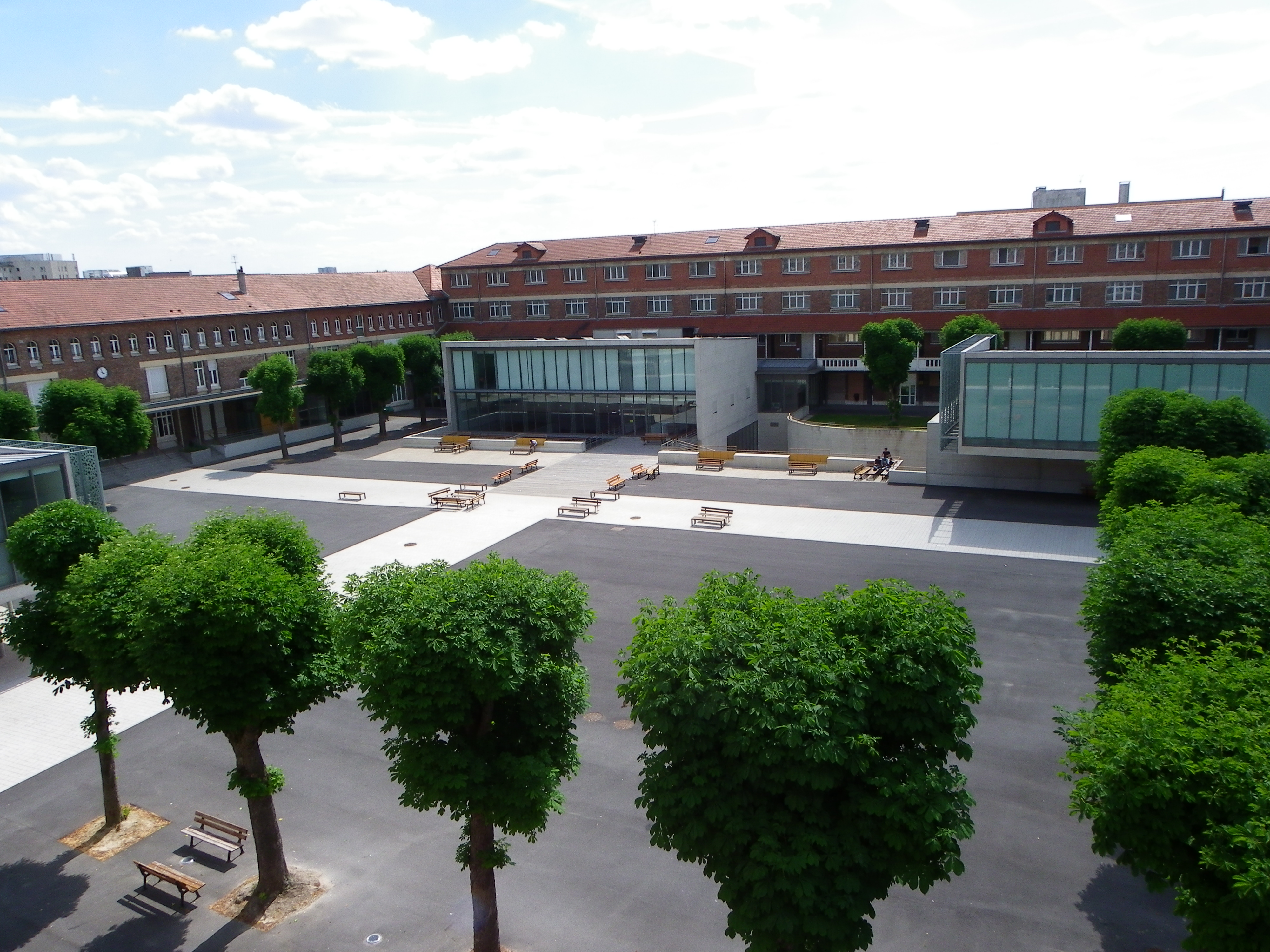
Cour intérieure du lycée Franklin-Roosevelt.

### Bac général
Le lycée Franklin-Roosevelt propose principalement les filières générales S et ES. Dans la filière S, on distingue :
- les S « SI » (sciences de l'ingénieur), qui ont 6 h (première) ou 8 h (terminale) de SI par semaine également réparties entre génie mécanique et génie électrique. Ils sont amenés à réaliser un PPE (Projet Practique Encadré) en terminale comptant pour le Bac S.
- les S « bio » ou SVT (sciences de la vie et de la Terre) qui eux ne font pas de SI mais des SVT (matière non présente en SI), les bacheliers S bio sont les plus aptes à poursuivre des études dans le domaine médical.

En filière S, il existe une section européenne d'anglais, l'enseignement en anglais étant la physique-chimie (1 heure en anglais en plus de l'horaire commun de la série en français).

### Filières techniques
Le lycée a la particularité de proposer un large choix de filières plus techniques STMG (sciences et technologie du marketing et gestion), STI2D (sciences et technologiques de l'industrie et du développement durable).

### Classement du lycée
En 2015, le lycée se classe 18e sur 20 au niveau départemental quant à la qualité d'enseignement, et 2017e au niveau national. Le classement s'établit sur trois critères : le taux de réussite au bac, la proportion d'élèves de première qui obtient le baccalauréat en ayant fait les deux dernières années de leur scolarité dans l'établissement, et la valeur ajoutée (calculée à partir de l'origine sociale des élèves, de leur âge et de leurs résultats au diplôme national du brevet).

### BTS
Le lycée Franklin-Roosevelt propose cinq BTS :
Tertiaire : 
- Comptabilité et gestion des organisations
- Services informatiques aux organisations

Industriel :
- Électrotechnique
- Conception et réalisation des systèmes automatiques
- Traitements des matériaux pour le domaine industriel

### Classes préparatoires aux grandes écoles
Le lycée abrite des CPGE économiques et commerciales (ECS et ECT), et scientifiques (MPI, PC, PSI, PT). Le classement national des classes préparatoires aux grandes écoles (CPGE) se fait en fonction du taux d'admission des élèves dans les grandes écoles.

## Vie lycéenne

### Ateliers
Il existe plusieurs ateliers au sein du lycée, parmi lesquels l'atelier « Espace et environnement » qui propose aux élèves d'apprendre ou de redécouvrir une quantité d'informations concernant l'étude de cartes satellites, des logiciels spécifiques à ces études de cartes, ou bien présenter des projets étudiés tout au long de l'année devant des jurys, comme les Olympiades de physique.
De plus, le lycée est doté d'un atelier de théâtre regroupant des élèves de tous niveaux. Il produit régulièrement des représentations publiques dans l'amphithéâtre du lycée en fin d'année.

### Foyer socio-éducatif
Comme dans beaucoup de lycées existe un foyer socio-éducatif offrant divers loisirs et jeux, ainsi que des soirées, des sorties à l'attention des internes (soirée magie, sortie au cinéma, soirée casino...) et des tournois (de billard, de baby-foot).

## Tutorat
Depuis la rentrée 2007, des heures de tutorats sont dispensées bénévolement par des élèves de terminale, de BTS et de classes préparatoires ECS aux élèves de seconde qui souhaitent progresser ou combler leurs lacunes.
À la rentrée 2007 est créé un site Internet fournissant aux parents un accès aux résultats de leurs enfants, régulièrement mis à jour par les enseignants. Aujourd'hui, ce site est Pronote.